# IAI Eitan
El IAI Eitan (איתן –  "firme"), también conocido como Heron TP, es un vehículo aéreo no tripulado (UAV) de reconocimiento desarrollada en Israel por la división Malat de IAI,  es una versión más reciente del IAI Heron, tiene una envergadura de 26 metros.

## Historia[3][4][5]
En abril de 2004, la revista de las Fuerzas Aéreas de Israel, anunció la existencia del programa y divulgó que dos prototipos ya volaban. En marzo del año siguiente, la empresa estadounidense Aurora Flight Sciences  anunció una empresa conjunta con IAI para fabricar el avión bajo el nombre Orión., se esperaba tener una unidad operativa durante 2007, pero a mediados de aquel año no se sabía nada del proyecto. 
El Eitan fue revelado públicamente  en rueda de prensa en la base aérea de Tel Nof el 8 de octubre de 2007. Los sensores utilizados en esta ocasión incluyeron un radar de apertura sintética (SAR) montado en un pod sobre el vientre del avión, un equipo multisensor colocado bajo su morro , y dos interceptores de señales (SIGINT). Puede llevar sensores adicionales en su cola y ser reabastecido en el aire
El Análisis de la configuración que se presentó a los medios de comunicación sugiere un avión diseñado para misiones de penetración profunda.  Sin embargo, en la rueda de prensa un funcionario IAF declaró que IAI Y EL IAF habían probado " todas las clases de cargas útiles, en todas las clases de esquemas de configuración. " además de  inteligencia, vigilancia, adquisición objetivos, y  reconocimiento (ISTAR), además de localización de misiles estratégicos. 
Un informe expuso Israel desplegó Eitans en su ataque aéreo de 2009 contra un presunto convoy iraní de armas con destino a Gaza  que viajaba por Sudán. 
En febrero de 2010 las Fuerzas Aéreas israelíes revelaron su nueva flota de Eitans. la escuadrilla 210, fue inaugurada en Tel Nof en diciembre de 2010.

## Exportación
- Alemania IAI ofreció el Eitan conforme a un acuerdo de colaboración con Rheinmetall  que cumpliese los requerimientos del UAV MALE "Saateg" de las Fuerzas Aéreas alemanas.[8]

- Francia Francia ha seleccionado al Eitan para un nuevo contrato[9]

## Especificaciones técnicas

### Características generales
- Tripulación: 0
- Carga:  2.000  kg
- Longitud: 13 m
- Envergadura: 26 m
- Planta motriz: 1×  Pratt & Whitney PT6A.
  - Potencia: 900 kW (1,200 hp)

### Rendimiento
- Radio de acción: +7400 km
- Alcance en combate: 36 h

### Aeronaves similares
- Northrop Grumman RQ-4 Global Hawk
- EADS Talarion
- Harbin BZK-005

### Listas relacionadas
- Anexo:Vehículos aéreos no tripulados